# Eesti Raudtee
AS Eesti Raudtee (Akciová společnost Estonská železnice) je nejvýznamnější provozovatel dráhy v Estonsku. Společnost navazuje na tradici estonských železnic Eesti Vabariigi Raudtee (Železnice Estonské republiky) z meziválečného období a proto používá také zkratku EVR. Eesti Raudtee spravuje 1214 km železnice, 61 stanic a 129 zastávek.

## Historie

### Vznik
Společnost Eesti Vabariigi Raudtee byla založena po vzniku samostatného Estonska v roce 1918 jako výhradní státní provozovatel dráhy i dopravce. Během sovětské okupace Estonska však byla činnost společnosti přerušena a železniční síť v zemi spravovala sovětská společnost SŽD. Po obnovení nezávislosti země byla k 1. lednu 1992 obnovena také společnost Eesti Raudtee, a to opět jako státní provozovatel dráhy i národní dopravce.

### Restrukturalizace a privatizace

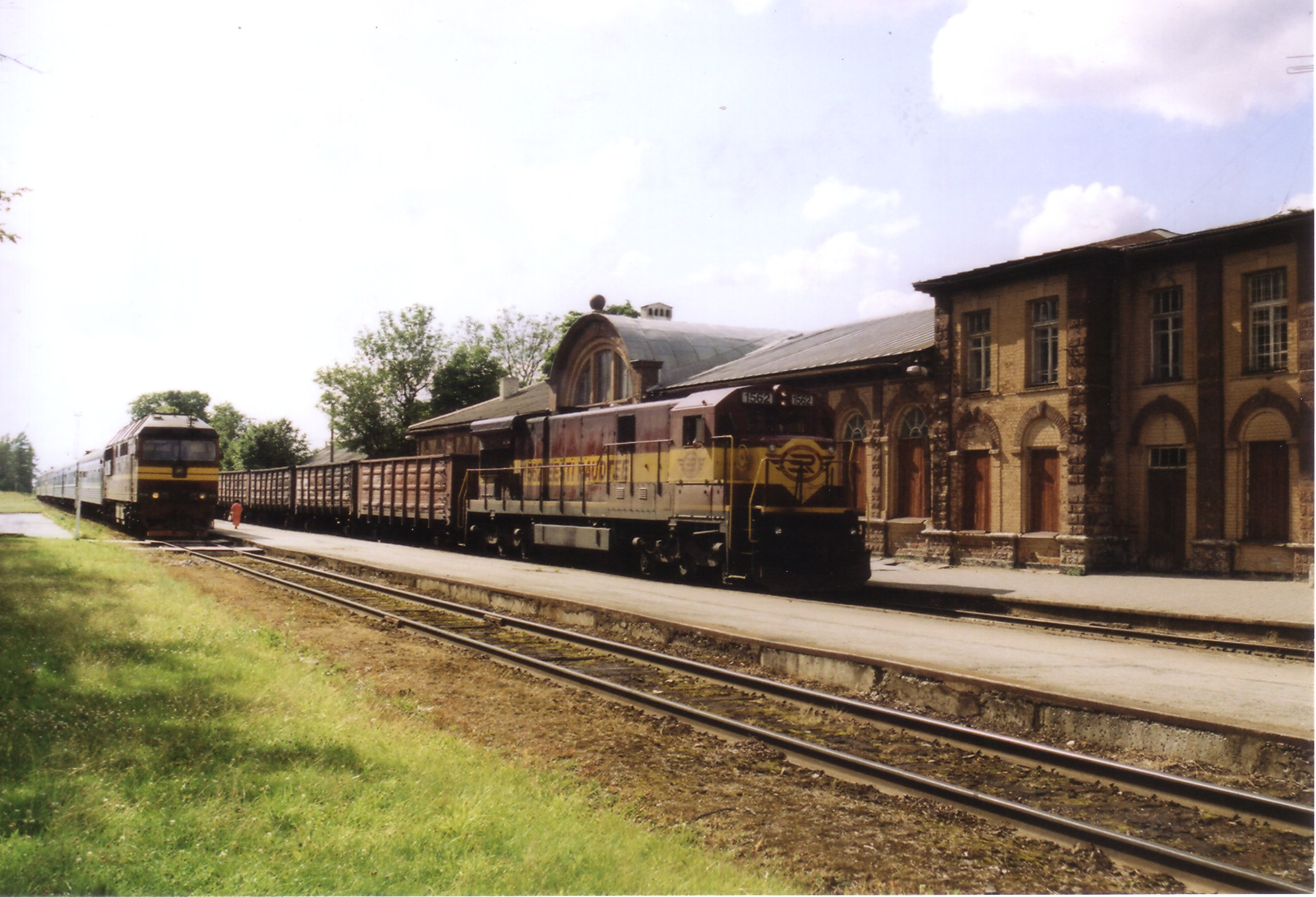
Lokomotivy EVR a EVR Ekspress ve stanici Tapa (2005)

Také v Estonsku v 90. letech 20. století probíhala ekonomická přestavba. V rámci restrukturalizace státních podniků byly z EVR vyděleny akciové společnosti Edelaraudtee (Jihozápadní dráha, provoz regionálních vlaků), Elektriraudtee (Elektrická železnice, provoz vlaků na elektrizovaných tratích v okolí hlavního města) a EVR-Ekspress (provoz mezistátních vlaků). V působnosti EVR tak zůstal pouze provoz nákladních vlaků a správa železniční infrastruktury.
Docházelo také k privatizaci konkrétních železničních tratí. V roce 1997 byla prodána trať Riisipere – Haapsalu, kde byl od roku 1995 kvůli technickému stavu zastaven provoz (trať byla nakonec roku 2004 definitivně zrušena). Společnost Edelaraudtee koupila tratě Tallinn – Lelle – Pärnu – Mõisaküla a Lelle – Viljandi (úsek Pärnu – Mõisaküla byl zrušen v roce 2008).

Jediným akcionářem EVR zůstával estonský stát, a to až do roku 2001, kdy bylo 66 % akcií společnosti prodáno konsorciu soukromých investorů Baltic Rail Services.

### Nákladní provoz
Nákladní železniční dopravou se společnost zabývala mezi lety 1991 a 2012. Základ parku lokomotiv zpočátku tvořily především stroje sovětské výroby řad M62 a 2M62, posunovací lokomotivy české výroby ČME3 a další méně početné řady; jednalo se výhradně o lokomotivy motorové. Ve druhé polovině 90. let EVR zakoupila také dvoudílné motorové lokomotivy 2TE116. Po privatizaci na počátku třetího tisíciletí došlo k nákupu 77 starších lokomotiv typů General Electric C36-7i a C30-7Ai ze Spojených států. Většiny ostatních lokomotiv se firma následně zbavila.
V roce 2009 vznikla pro nákladní dopravu v rámci EVR divize EVR Cargo, která se posléze v roce 2012 osamostatnila. EVR Cargo nyní podniká pod názvem Operail.

### Opětovná nacionalizace a současnost

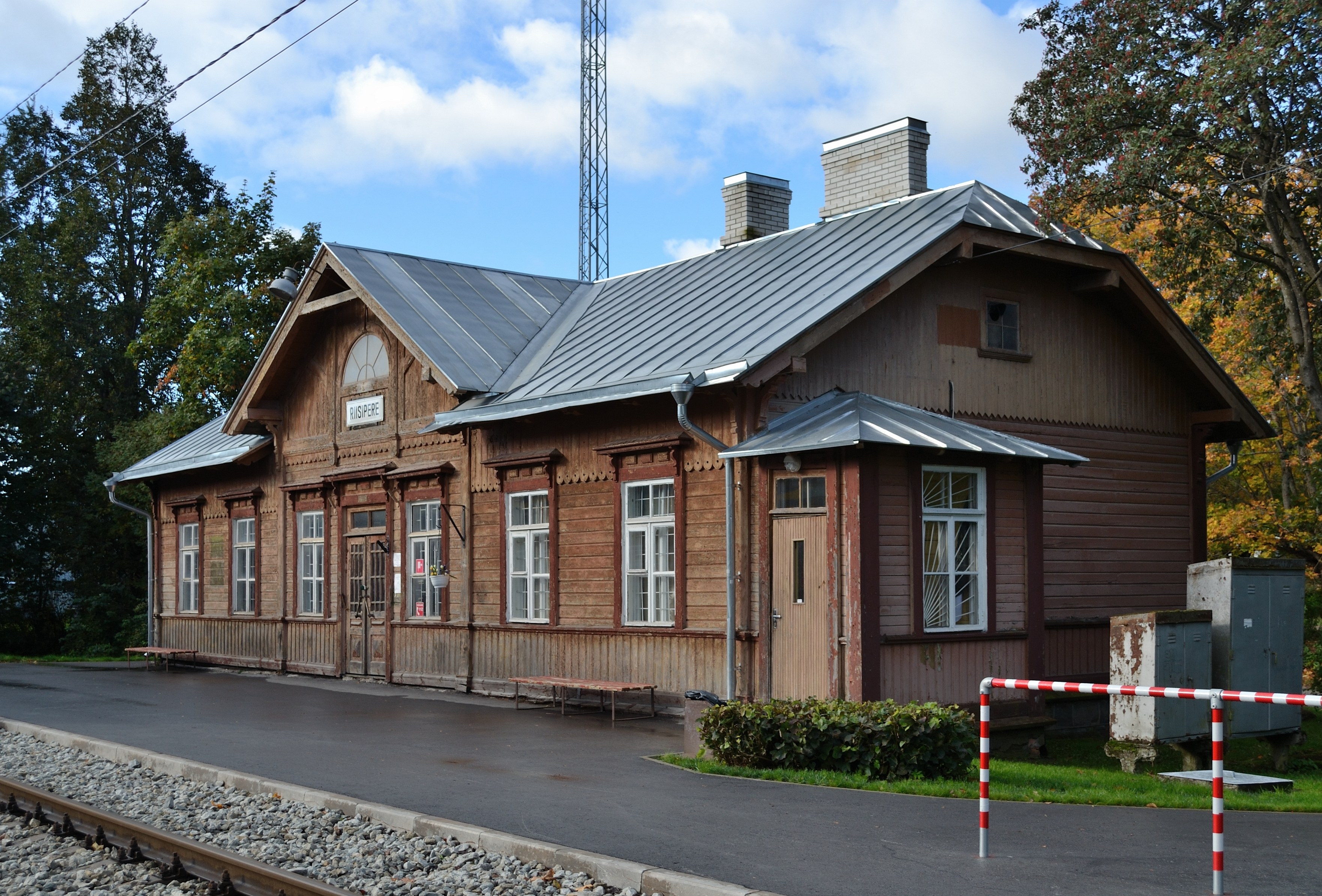
Stanice Riisipere, ukázka estonské venkovské nádražní architektury

Síť železnic v Estonsku (tratě EVR červeně)

V roce 2007 stát koupil zpět soukromý podíl v EVR a stal se opět výhradním akcionářem. Po osamostatnění divize nákladní dopravy se EVR nyní zabývá pouze správou železničních tratí.

## Tratě ve správě Eesti Raudtee
Společnost Eesti Raudtee provozuje následující tratě:
- Tallinn – Ülemiste – Tapa – Narva, 209,6 km, úsek Tallinn – Tapa (77,5 km) je dvojkolejný a úsek Tallinn – Aegviidu (56,7 km) elektrifikován
- Tapa – Tartu, 112,5 km
- Valga – Koidula, 91,5 km
- Tartu – Koidula, 83,5 km
- Tartu – Valga, 82,5 km
- Tallinn – Keila – Klooga – Paldiski, 47,6 km, úsek Tallinn – Keila je částečně dvojkolejný v délce asi 17 km, elektrifikováno
- Keila – Turba, 30,9 km, elektrifikováno
- Ülemiste – Muuga, 14,9 km
- Klooga – Kloogaranna, 3,4 km, elektrifikováno

Všechny tratě v majetku EVR jsou provozovány na rozchodu 1520, resp. 1524 mm. Použitá napájecí soustava je 3,3 kV DC.
Maximální traťová rychlost na železnicích EVR je v současnosti (2020) 140 km/h, a to v nejnovějším úseku Riisipere – Turba (otevřen v prosinci 2019). Na hlavních tratích je maximální rychlost do 120 km/h. Tratě Tallinn – Tapa – Narva a Tapa – Tartu mají projít rekonstrukcí, která umožní zvýšení rychlosti až na 135 km/h. Je plánována také postupná elektrifikace dalších úseků.